# Evelyn Pierrepont (1er duc de Kingston-upon-Hull)
Evelyn Pierrepont, 1er duc de Kingston-upon-Hull (c. 1655 – 5 mars 1726) est un aristocrate et homme politique anglais.

## Carrière politique
Il est député de East Retford avant son accession à la pairie en tant que cinquième comte de Kingston-upon-Hull en 1690,. Tout en servant comme commissaires de l'union avec l'Ecosse, il est créé marquis de Dorchester, en 1706, et occupe un rôle de premier plan dans les affaires de la Chambre des lords. Il est nommé conseiller privé et en 1715, est créé duc de Kingston-upon-Hull, siégeant ensuite en tant que Lord du sceau privé et Lord président du Conseil. Le duc est une figure importante dans le monde de la société de son époque.

## La famille
En 1687, il épouse sa première femme, Marie Feilding, une fille de William Feilding (3e comte de Denbigh) et de son épouse Mary King. Ils ont cinq filles et un fils, parmi lesquels :
- Mary Pierrepoint (d.1762), qui épouse le diplomate Edward Wortley Montagu
- Caroline Pierrepont (d.1753) qui épouse Thomas Brand (1717-1770)
- Frances Pierrepont (d.1761), qui épouse John Erskine (6e comte de Mar)
- Evelyn Pierrepont (d.1727) qui épouse John Leveson-Gower (1er comte Gower)
- William, comte de Kingston, qui est mort de la Variole, âgé de 20 ans, en juillet 1713. Il s'est marié et a une fille, Frances (d.1795) et un fils Evelyn.

Il se remarie avec Isabella Bentinck, fille de Hans Willem Bentinck (1er comte de Portland), en 1714.
Il est remplacé par son petit-fils Evelyn Pierrepont (2e duc de Kingston-upon-Hull), fils de William.